# Dendrochilum dulitense
Dendrochilum dulitense là một loài thực vật có hoa trong họ Lan. Loài này được Carr mô tả khoa học đầu tiên năm 1935.